# لينانماكي
لينــّانماكي (بالسويدية: Linnanmäki) مدينة الملاهي في هلسنكي، فنلندا. افتحت في 27 مايو عام 1950 وتملكها مؤسسة بايفن سآتيو غير الربحية (مؤسسة يوم الطفولة). لينــّانماكي لها 44 لعبة مختلفة من أحجام مختلفة. كما أن لديها عوامل الجذب الأخرى، مثل الممرات والألعاب والأكشاك، والمطاعم والمسرح في الهواء الطلق على الأداء الذي مختلفة تظهر في فصل الصيف.
في عام 2007 كان لينــّانماكي 1200000 زائر.